# Jules Hardouin-Mansart

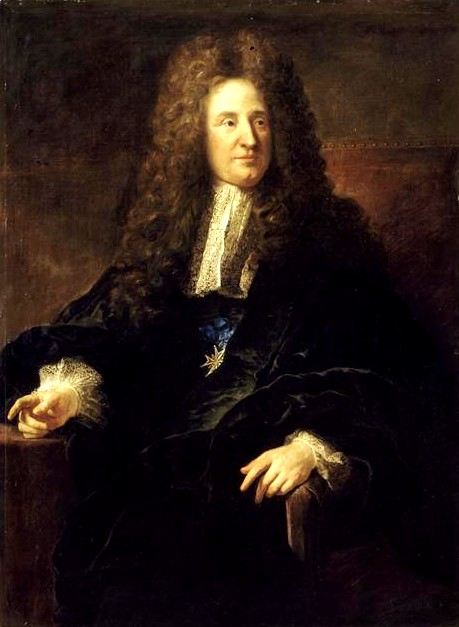
Jules Hardouin-Mansart

Jules Hardouin-Mansart (auch Mansard, ursprünglich nur Hardouin; * 16. April 1646 in Paris; † 11. Mai 1708 in Marly-le-Roi) war ein französischer Architekt des Barock. 
Als Schüler und Großneffe von François Mansart, dem obersten staatlichen Baumeister Ludwigs XIII.,  wurde er 1675 von Ludwig XIV. zum Hofarchitekten ernannt, ab 1681 durfte er sich „premier architecte du roi“ (Erster Architekt des Königs) nennen. 1699 wurde ihm das Amt des Surintendant des Bâtiments du Roi verliehen, als der er bis zu seinem Tod das gesamte offizielle Bauwesen in Frankreich beherrschte. 1685 wurde Germain Boffrand sein Schüler.
Im Jahre 1678 folgte Hardouin-Mansart Louis Le Vau und François d’Orbay als Bauleiter des Schlosses Versailles nach, wo er die gartenseitige Fassade, den Nord- und Südflügel (1678–89), die Kolonnade, das Grand Commun, die Versailler Schlosskapelle (1699 begonnen) und das Parkschloss Grand Trianon (1687/88) erbaute. In Paris errichtete er von 1675 bis 1706 den Invalidendom. Von ihm stammen ebenfalls die Entwürfe des Place des Victoires (1684) und des Place Vendôme (1685) und der Pfarrkirche Saint-Roch.
Die ihm bzw. seinem Großonkel François Mansart als Erfindung zugeschriebenen und daher nach ihnen benannten Mansarddächer bauten sie zwar beide gerne in ihre Entwürfe ein und trugen zu ihrer Popularisierung bei – erfunden haben sie diese jedoch nicht.